# Портрет Карла Фёдоровича Клодта фон Юргенсбурга
Портрет Карла Фёдоровича Клодта фон Юргенсбурга — картина английского живописца Джорджа Доу и его помощников по оригиналу неизвестного мастера, исполненная в период 1822–1824 годов для Военной галереи Зимнего дворца в Санкт-Петербурге. Является, наряду с другими картинами Военной галереи, частью собраний современного Эрмитажа (инв. ГЭ-7995).
К началу Отечественной войны 1812 года полковник Клодт фон Юргенсбург был обер-квартирмейстером 7-го пехотного корпуса, был во многих сражениях. Во время Заграничных походов 1813 и 1814 годов находился при штабе прусской армии и в корпусе Ф. В. Бюлова, затем состоял обер-квартирмейстером корпуса Ф. Ф. Винцингероде, за отличие в Битве народов под Лейпцигом был произведён в генерал-майоры. Во время кампании Ста дней был начальником штаба 3-го пехотного корпуса и совершил поход во Францию.
Изображён в мундире генералов Свиты Его Величества по квартирмейстерской части, введённом в 1817 году. Слева на груди свитский аксельбант; на шее крест ордена Св. Анны 2-й степени; справа на груди кресты орденов Св. Георгия 4-го класса и Св. Владимира 4-й степени и серебряная медаль «В память Отечественной войны 1812 года» на Андреевской ленте. Подпись на раме с устаревшим вариантом написания фамилии: Баронъ К. Ѳ. Клотъ фон Юргенбургъ, Ген. Маiоръ. Вместо нагрудного креста ордена Св. Владимира 4-й степени (изображён с ошибкой — на самом деле этот орден у Клодта был с бантом) должен быть изображён шейный крест этого ордена 3-й степени, поскольку Клодт фон Юргенсбург был им награждён ещё 29 сентября 1813 года за отличие в сражении при Денневице и при наличии старших степеней младшие степени орденов снимались.
7 августа 1820 года Комитетом Главного штаба по аттестации барон Клодт фон Юргенсбург был включён в список «генералов, заслуживающих быть написанными в галерею» и 17 октября 1822 года император Александр I приказал написать его портрет. Гонорар Доу был выплачен 25 апреля 1823 года и 4 апреля 1824 года. Сам Клодт с марта 1817 года был начальником штаба Сибирского корпуса и постоянно находился в Омске, где скончался летом 1822 года, и, соответственно, позировать Доу не мог. Вице-директором Инспекторского департамента Военного министерства полковником И. В. Шатиловым было получено письмо, датированное 9 августа 1824 года, в котором сообщалось: «честь имею препроводить при сём … доставленный от живописца Дове портрет генерал-майора барона Клота фон Юргенбурга для возвращения оного тому, от кого был получен» — как следует из этого письма, Доу в работе использовал присланный ему портрет-прототип. Готовый портрет поступил в Эрмитаж 7 сентября 1825 года. Местонахождение портрета-прототипа современным исследователям неизвестно.
В 1840-е годы в мастерской К. Края по рисунку И. А. Клюквина с портрета была сделана литография, опубликованная в книге «Император Александр I и его сподвижники» и впоследствии неоднократно репродуцированная.